# Kemmeterkreuz in Großschwarzenlohe

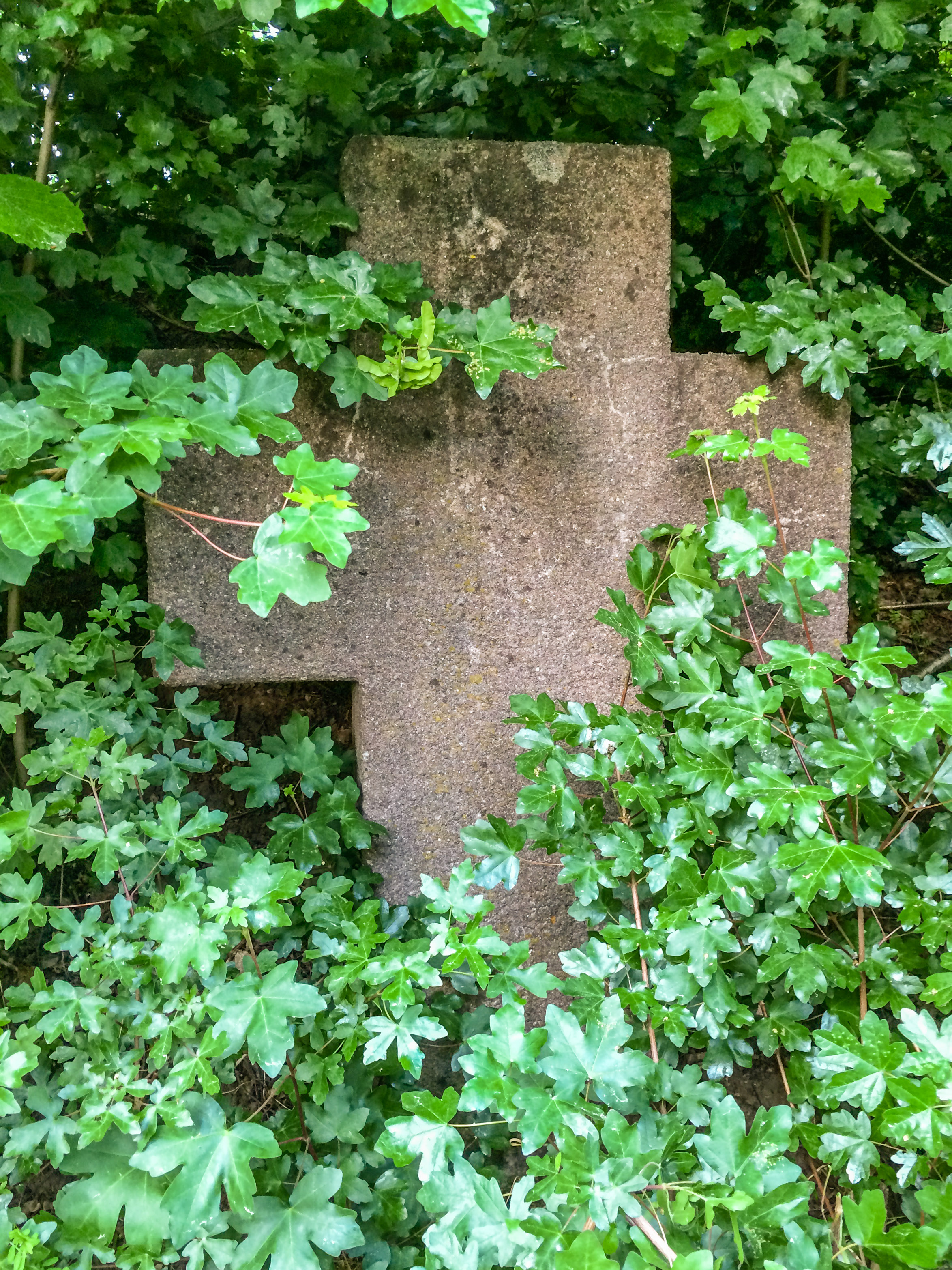
Das Replikat des Kemmeterkreuzes

Das Kemmeterkreuz in Großschwarzenlohe ist ein Replikat eines historischen Sühnekreuzes in Großschwarzenlohe, einem Ortsteil des Marktes Wendelstein im mittelfränkischen Landkreis Roth in Bayern.

## Beschreibung
Das Steinkreuz steht am südlichen Ortsausgang von Großschwarzenlohe, östlich der Rother Straße an einer Hangböschung.
Sein Name bezieht sich auf einem gewissen Konz Kemmeter aus Leerstetten, dem Stifter des Kreuzes.
Bei dem Kleindenkmal handelt es sich um eine neuzeitliche Nachbildung des abgängigen Kemmeterkreuzes. 
Das schlichte Steinkreuz besteht aus rotem Sandstein und hat die Abmessungen 120 × 81 × 30 cm. Es hat eine glatte Oberfläche und ist kaum verwittert. Während der Vegetationsphase ist es kaum sichtbar, da der Standort nahezu vollständig zugewachsen ist. 
Das abgängige Original stammt wohl von 1535, das Replikat aus den 1960er Jahren. Auf einer Zeichnung des Lokalhistorikers Rudi Buchner aus der Zeit von 1958 bis 1963, stand das Kreuz noch westlich an der Straße. Der Kopfteil des alten Kreuzes war damals abgeschlagen, und in der Mitte war ein Kreuz eingekerbt. Mutmaßlich wurde das abgängige Kreuz durch einen Landwirt beschädigt und entfernt.
Das heutige Ersatzkreuz wurde vom Büchenbacher Maurermeister Mathold gefertigt. Bei der Aufstellung gab es jedoch Kritik, da es weder in der Form noch der  Größe dem ursprünglichen Kreuz entsprach.

## Sage
Nach mündlicher Überlieferung wurde an dieser Stelle ein Konz Kemmeter von Leerstetten durch Niklas Stö(h)r, ebenfalls von Leerstetten,  getötet – oder möglicherweise auch umgekehrt. Der Mörder kam in das Gefängnis nach Schwabach. Nach der Sühneverhandlung und einem Vergleich zwischen dem Mörder und den Angehörigen des Ermordeten, musste der Täter am Tatort ein Sühnekreuz errichten. Außerdem musste er Urfehde (Racheverzicht) schwören.